# Sanilhac (Dordogne)
Sanilhac is een gemeente in het Franse departement Dordogne (regio Nouvelle-Aquitaine). De plaats maakt deel uit van het arrondissement Périgueux. Sanilhac is op 1 januari 2017 ontstaan door de fusie van de gemeenten Breuilh, Marsaneix en Notre-Dame-de-Sanilhac.
De gemeente telde 4.720 inwoners op 1 januari 2022.
Het gemeentehuis bevindt zich in Notre-Dame-de-Sanilhac.

## Geografie
De oppervlakte van Sanilhac bedroeg op 1 januari 2022 59,9 vierkante kilometer; de bevolkingsdichtheid was toen 78,8 inwoners per km².
Notre-Dame-de-Sanilhac beslaat het noordelijk deel van de gemeente; Breuilh ligt in het zuiden en Marsaneix in het oosten.
De autosnelweg A89 loopt door de gemeente.
De onderstaande kaart toont de ligging van Sanilhac met de belangrijkste infrastructuur en aangrenzende gemeenten.

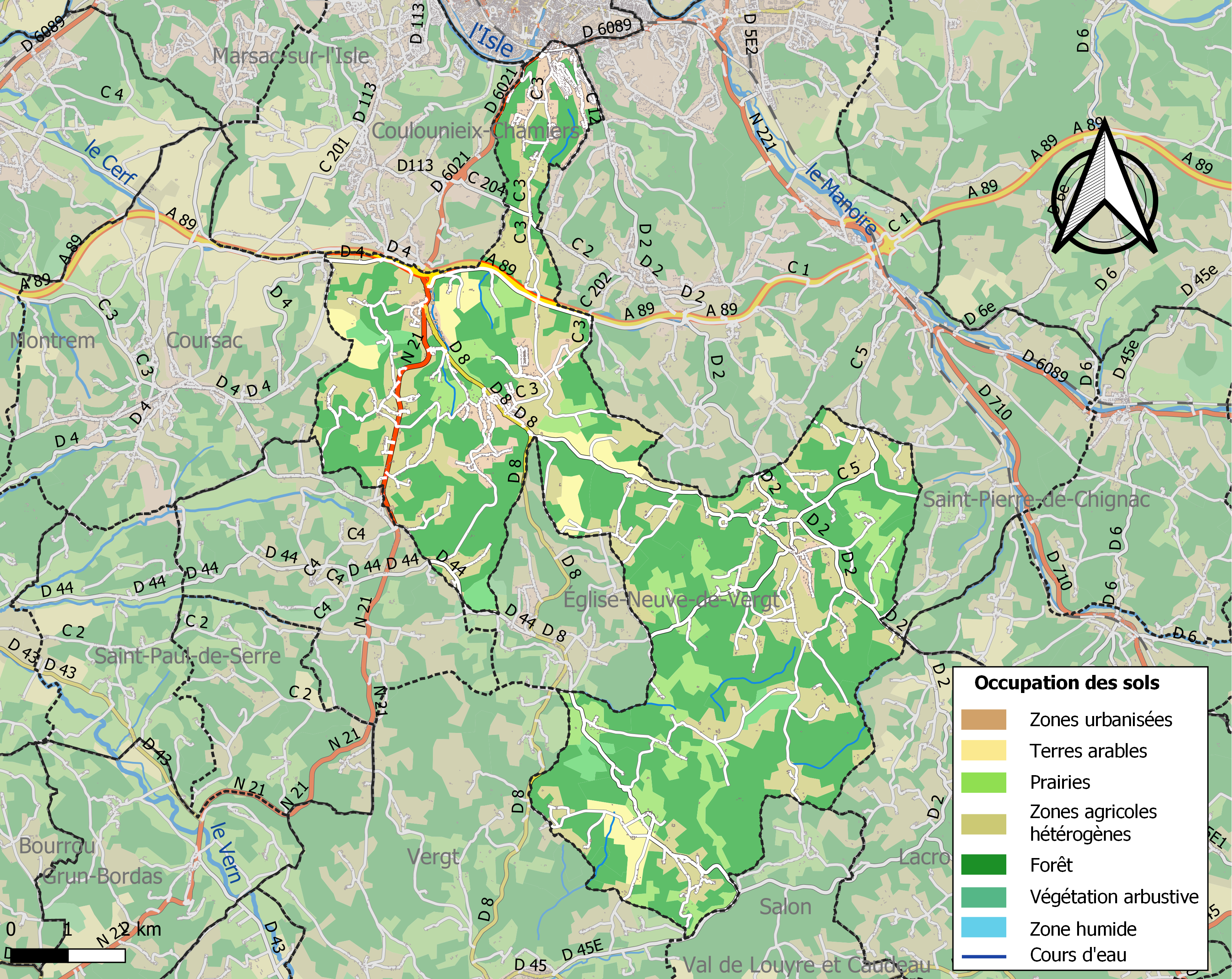